# Carlos Enrique Díaz Sáenz Valiente
Carlos Enrique Díaz Sáenz Valiente (Mar del Plata, 25 de enero de 1917-Athos Pampa, 12 de febrero de 1956) fue un deportista argentino dedicado al tiro y al automovilismo que fue campeón del mundo en tiro con récord mundial en 1947 en pistola rápida individual y campeón mundial en equipo en 1949. Ganó la medalla de plata en los Juegos Olímpicos de Londres 1948, en la prueba individual de 25 metros con pistola rápida (calibre 22). En los Juegos Panamericanos de 1951, se consagró campeón en tiro rápido en competencia por equipos. Cuatro años después, en los Juegos Panamericanos de 1955, volvió a obtener la medalla de oro con nuevo récord mundial (589 puntos) en pistola rápida a 25 metros individual. Como automovilista, corría con Ferrari en la categoría SP (sport), siendo campeón argentino sport en 1954 y triunfando en 1955 en los 1000 km de Buenos Aires en dupla con José María Ibáñez.
Carlos también practicaba aviación y motonáutica.

## Campeonato Mundial de 1947
En 1947, participó en el Campeonato Mundial que se realizó en Estocolmo, Suecia. Fue el primer Campeonato Mundial que se realizó después de la Segunda Guerra Mundial. Díaz Sáenz Valiente participó en la prueba individual de pistola rápida a 25 metros, obteniendo el título con récord mundial con 570 puntos.

## Campeonato Mundial de 1949
Dos años después de lograr su primer título mundial, Carlos volvió a subirse a un podio en el Campeonato Mundial de 1949 que se disputó en Buenos Aires, Argentina, esta vez en competencia por equipos, donde volvió a consagrarse campeón mundial junto a sus compañeros Oscar Cervo, Dionisio Fernández, Enrique Furtado y José Roger en la prueba de pistola rápida a 25 metros, con un puntaje de 2219 puntos por delante de Finlandia y Estados Unidos.

## Campeonato Mundial de 1952
Carlos logró nuevamente subirse al podio al obtener el tercer puesto Campeonato Mundial de 1952 que se disputó en Oslo, Noruega, en la prueba individual de pistola rápida a 25 metros, con 581 puntos.

## Medalla de plata en los Juegos Olímpicos de 1948
Con 31 años, ganó la medalla de plata en los Juegos Olímpicos de Londres 1948 en la prueba individual de 25 metros con pistola rápida (calibre 22), luego de obtener 60 blancos (100%) con 571 puntos. Díaz Sáenz Valiente, campeón del mundo en ese momento, quedó nueve puntos detrás del húngaro Károly Takáks (60-580) y dos puntos delante del sueco Sven Lundquist (60-569).
La prueba se realizó en dos rondas de 30 disparos cada una. Cada ronda, a su vez estaba dividida en seis series de cinco tiros, en las que el blanco permanecía a la vista durante ocho segundos en las primeras dos, para reducirse a seis segundos en la tercera y cuarta series y finalmente permaneciendo sólo cuatro segundos en las dos últimas series. Las ubicación de los competidores se definía primero por la cantidad de blancos y, en caso de empate, por los puntos sumados, con un máximo perfecto de 600 puntos. El blanco era la silueta de un hombre de 1,60 m de altura. Díaz Sáenz Valiente utilizó en la prueba una pistola Colt Woodsman, con compensador para reducir el retroceso y el salto del cañón.
Del evento ha quedado en la memoria el diálogo que sostuvieran Díaz Sánz Valiente y Takáks. Takáks, soldado del ejército húngaro, había perdido su mano derecha debido a la explosión de una granada defectuosa. Aprendió entonces a disparar con la mano izquierda, llegando a ser campeón mundial y dos veces ganador de la medalla de oro olímpica. Díaz Sáenz Valiente, favorito antes de iniciarse la prueba, le preguntó a Takáks que hacía en Londres, contestando el húngaro que había ido a aprender. Cuando ambos estaban en el podio recibiendo sus medallas, el argentino le dijo: "Ya sabes lo suficiente".

## Diploma olímpico en 1952

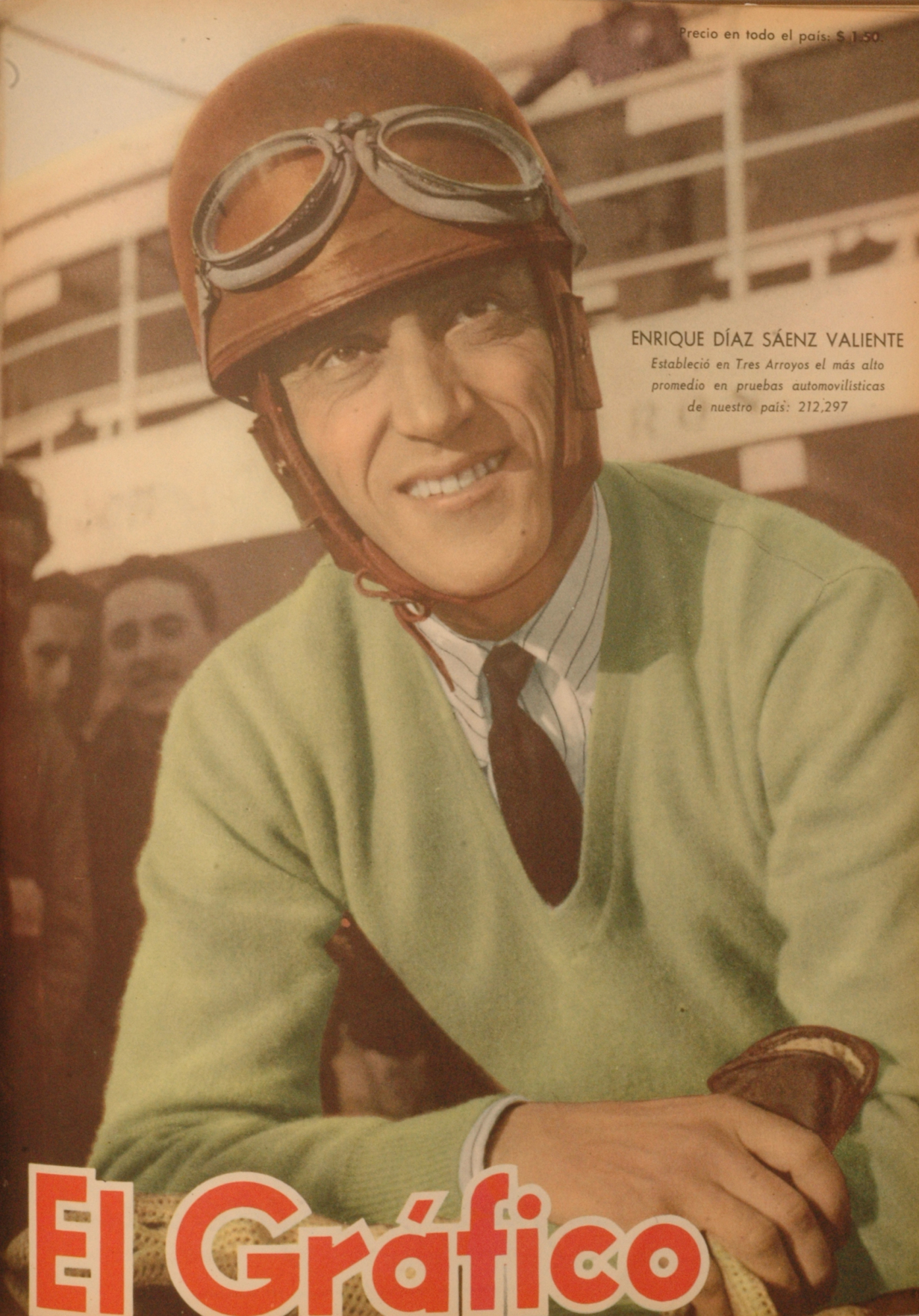
Enrique Díaz Sáenz Valiente en 1954.

En los Juegos Olímpicos de Helsinki 1952, volvió a integrar la delegación olímpica argentina, finalizando cuarto en la prueba de 25 metros con pistola rápida (calibre 22), obteniendo diploma olímpico. El resultado fue muy cerrado, ganando la medalla de oro nuevamente Károly Takáks con 60-579, seguido por el también húngaro Szilárd Kun con 60-578 y el rumano Gheorghe Lichiardopol, quien con el mismo puntaje de 60-578, debieron desempatar quedando finalmente Carlos con un punto menos (60-577).

## Juegos Panamericanos de 1951
En los Juegos Panamericanos de 1951 que se realizaron en Buenos Aires, los tiradores argentinos obtuvieron grandes logros y varias medallas, entre ellos se encontraba Carlos quien ganó la medalla de plata en pistola rápida a 25 metros sobre silueta individual, logrando también obtener la medalla de oro por equipo junto a sus compañeros Oscar Cervo, Dionisio Fernández y Ernesto Guillón.

## Juegos Panamericanos de 1955
En los Juegos Panamericanos de 1955 en Ciudad de México, se consagró campeón en la prueba individual de pistola rápida a 25 metros con nuevo récord mundial (589 puntos). También obtuvo medalla de plata en la competencia por equipos con Oscar Cervo, Dionisio Fernández y Enrique Schack. Además, fue el abanderado de la delegación nacional en la ceremonia de apertura.

## Automovilismo

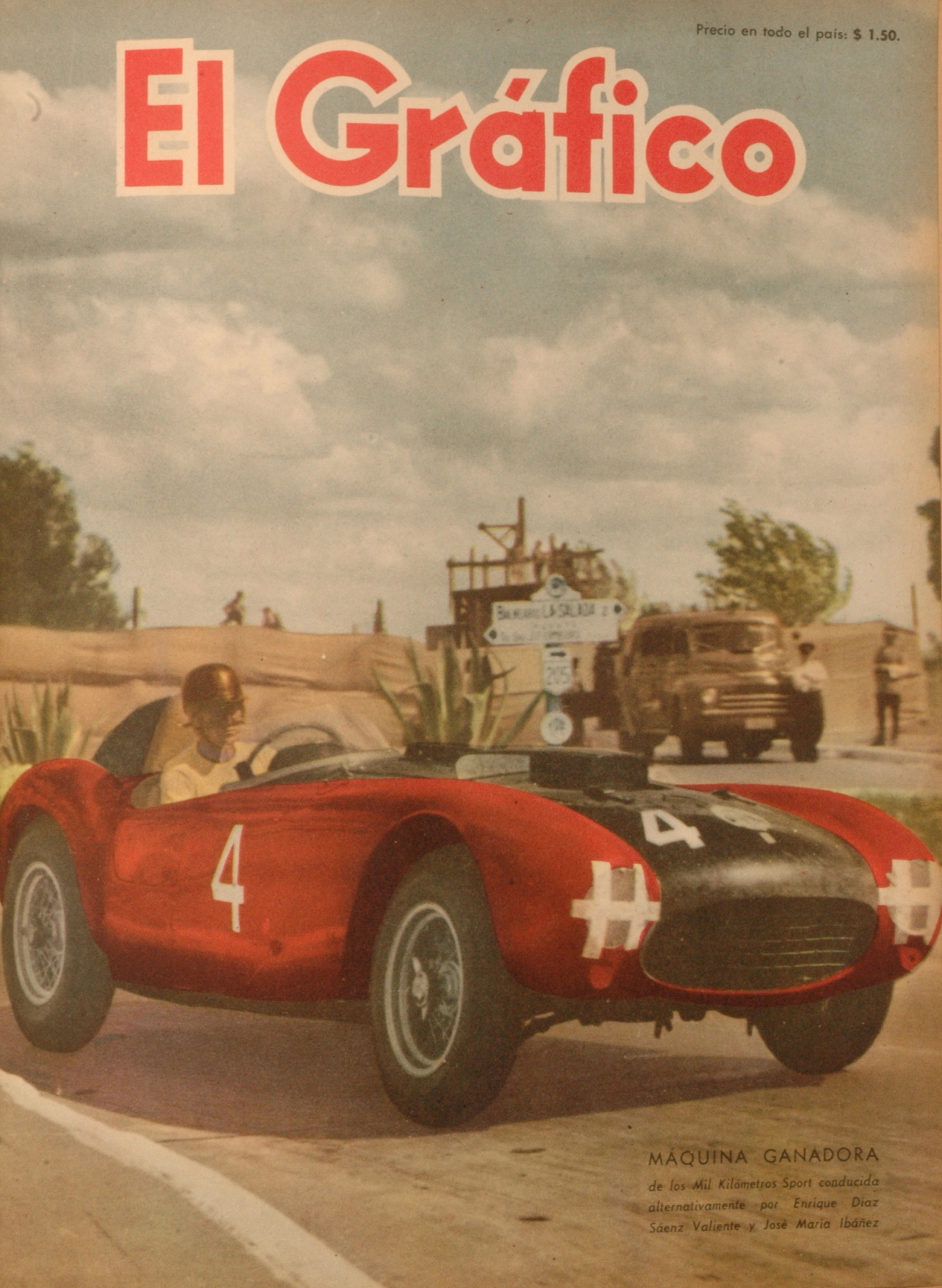
Enrique Díaz Sáenz Valiente en 1955.

Como automovilista se destacó por correr con Ferrari. Fue ganador en 1955 de los 1000 km de Buenos Aires en dupla con José María Ibáñez, a bordo de un Ferrari 375 Plus.

## Fallecimiento
Falleció el 12 de febrero de 1956 a los 39 años en la localidad de Athos Pampa, Argentina, en un accidente de avión que él mismo piloteaba.